# Eendracht (Gewässer)

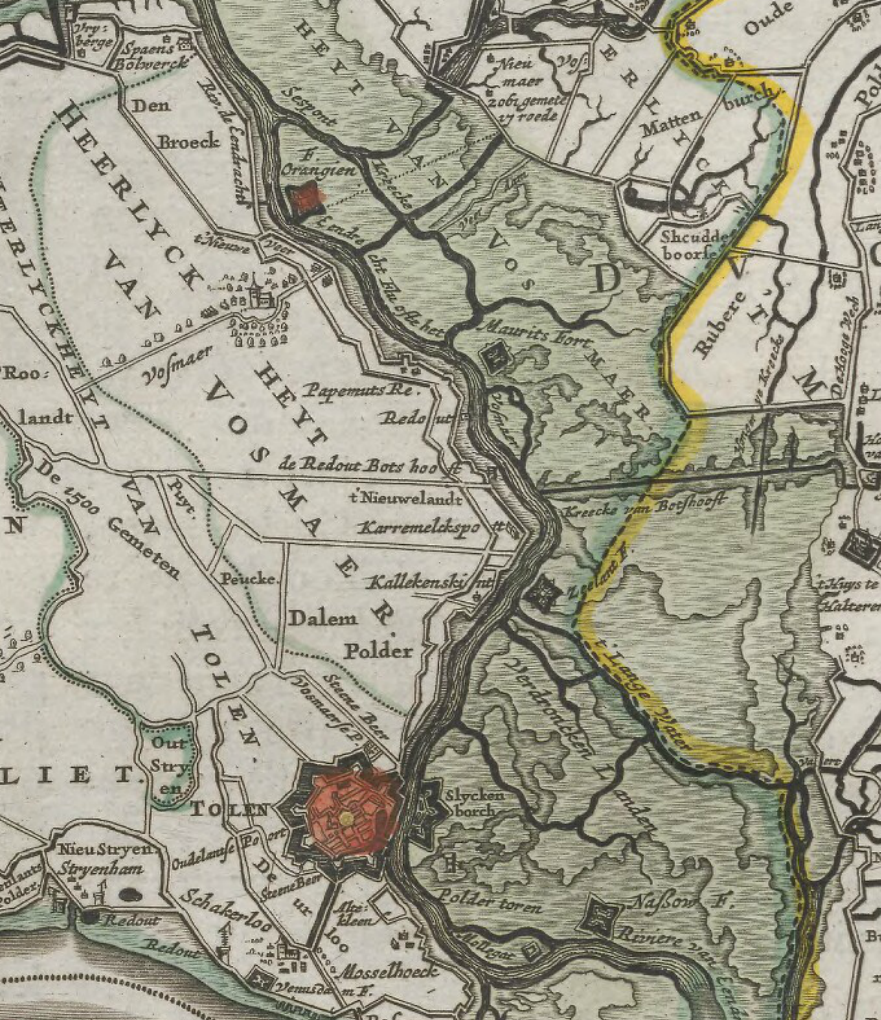
Eine Festungslinie entlang der Eendracht (Riviere van Eendracht) im Atlas Maior 1648

Die Eendracht war ein Gezeitenstrom der Schelde in den Niederlanden zwischen der Insel Tholen in der Provinz Zeeland und der Provinz Nordbrabant. Gegenwärtig ist sie ein Teil des nördlichen Schelde-Rhein-Kanals.
Während des Achtzigjährigen Kriegs entstanden zur Verteidigung Zeelands entlang der Eendracht eine Reihe von Festungen, die Eendrachtslinie.